# 上原カエラ
上原 カエラ（うえはら かえら、1988年2月14日 - ）は、日本の元AV女優。 RIZE-CUBIC所属。旧芸名：美咲マリ。
身長：165cm 、体重：57kg、スリーサイズ：B 90cm W 63cm H 94cm。
趣味、特技：ダンス・ホットヨガ。

## 略歴
- 2008年1月、「美咲マリ」の芸名で、h.m.pより『ラブハメ・エロプロポーション』にてデビュー。
- 2008年2月、「上原カエラ」の名前で総合格闘技イベント「戦極-SENGOKU-」のラウンドガール「戦極GIRL」に選ばれるも、ほどなくして脱退する。
- 2008年8月、アイデアポケットより『First Impression 37』で再AVデビュー。
- 2010年7月10日、渋谷のSHIBUYA-AXで行われた恵比寿マスカッツ1stコンサートの出演を最後に引退[1]。

## 出演

### イメージビデオ
- Legend （2008年6月7日、garo）

### アダルトビデオ
2008年
- ラブハメ・エロプロポーション（2008年1月25日） 美咲マリ名義
- 乳・尻・美脚フェチSEX （2008年2月25日） 美咲マリ名義
- 尻ペロ大興奮！若奥さまはイカせ魔 （2008年3月25日） 美咲マリ名義
- First Impression 37 （2008年8月1日、アイデアポケット）
- DIGITAL CHANNEL DC53 （2008年9月1日、アイデアポケット）
- 美女の究極モザイクFUCK （2008年10月1日、アイデアポケット）
- 美しいお姉さんの接吻とSEX （2008年11月1日、アイデアポケット）
- カエラ先生の誘惑授業 （2008年12月1日、アイデアポケット）

2009年
- ゴージャスオナニーサポート アナタのオナニーをお手伝いします（2009年1月1日、アイデアポケット）
- エロ美女ナース （2009年2月1日、アイデアポケット）
- HyperIdeaPocket 究極の尻フェチマニアックス （2009年3月1日、アイデアポケット）
- 空中レロレロ 超S級単体女優のエアキッス （2009年3月19日、ROOKIE）…他出演:吉沢明歩、吉崎直緒、みひろ、かすみりさ、Rio、原更紗
- 美裸体とネットリSEX三昧 （2009年4月1日、アイデアポケット）
- 小悪魔KAERA （2009年5月1日、アイデアポケット）
- 僕とカエラの甘～い性活 （2009年6月1日、アイデアポケット）
- JUNGLE （2009年7月1日、アイデアポケット）
- 上原カエラのファン感謝祭ぶっかけ （2009年8月1日、アイデアポケット）
- 美女の究極6本番 （2009年9月1日、アイデアポケット）
- 上原カエラの童貞くん、いらっしゃ～い! （2009年10月1日、アイデアポケット）
- 生中出し4本番 LAST IDEAPOCKET （2009年11月1日、アイデアポケット）
- すべての男はオナニー道具! 上原カエラ （2009年12月25日、美）

2010年
- 上原カエラにイカセの洗礼 (2010年1月13日、MOODYZ)
- ウエハライッパイ（2010年2月1日、アイデアポケット）
- 調教彼氏 ～男のココロとカラダを弄ぶ変態女教師～ （2010年2月13日、MOODYZ)
- 初パイパン (2010年3月13日、MOODYZ)
- ウエハライッパイ おかわり!（2010年4月1日、アイデアポケット）
- 包茎いぢり (2010年5月13日、MOODYZ)

### テレビ
- 夢をかなえるゾウ(女の幸せ篇) （2008年10月2日〜）（日本テレビ/読売テレビ）
- おねだり!!マスカット（2009年4月20日 〜 2010年3月29日）（テレビ東京/プラスミック・シーエフピー、笑軍様）
- 吉沢明歩×○○（2009年7月18日、エンタ!371）
- キャンパスナイトフジ（2010年2月19日、3月12日フジテレビ）

### 映画
- 金瓶梅 Forbidden Legend of Sex and Chopsticks (2008年・2009年) 香港アダルト映画 - 紫煙・李瓶児 役（主演・二役）